# Agrias narcissus
Agrias narcissus là một loài bướm ngày thuộc họ Nymphalidae. Nó được tìm thấy ở Nam Mỹ.

## Phụ loài
- Agrias narcissus narcissus (Surinam, Guyane thuộc Pháp, Brazil (Amazonas, Amapá, Pará))
- Agrias narcissus tapajonus (Brazil (Pará, Amazonas))
- Agrias narcissus stoffeli (Venezuela (Sierra de Lema))

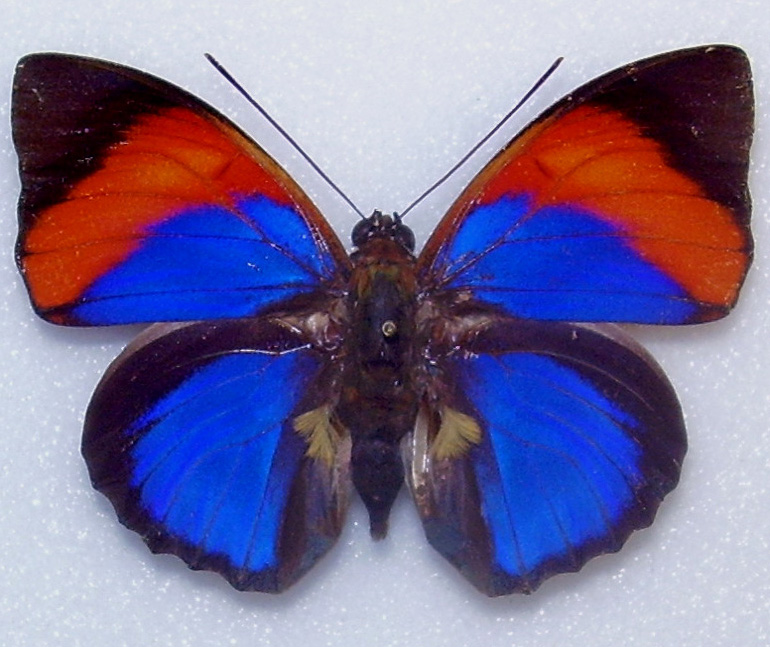
Agrias narcissus tapajonus

## Hình ảnh

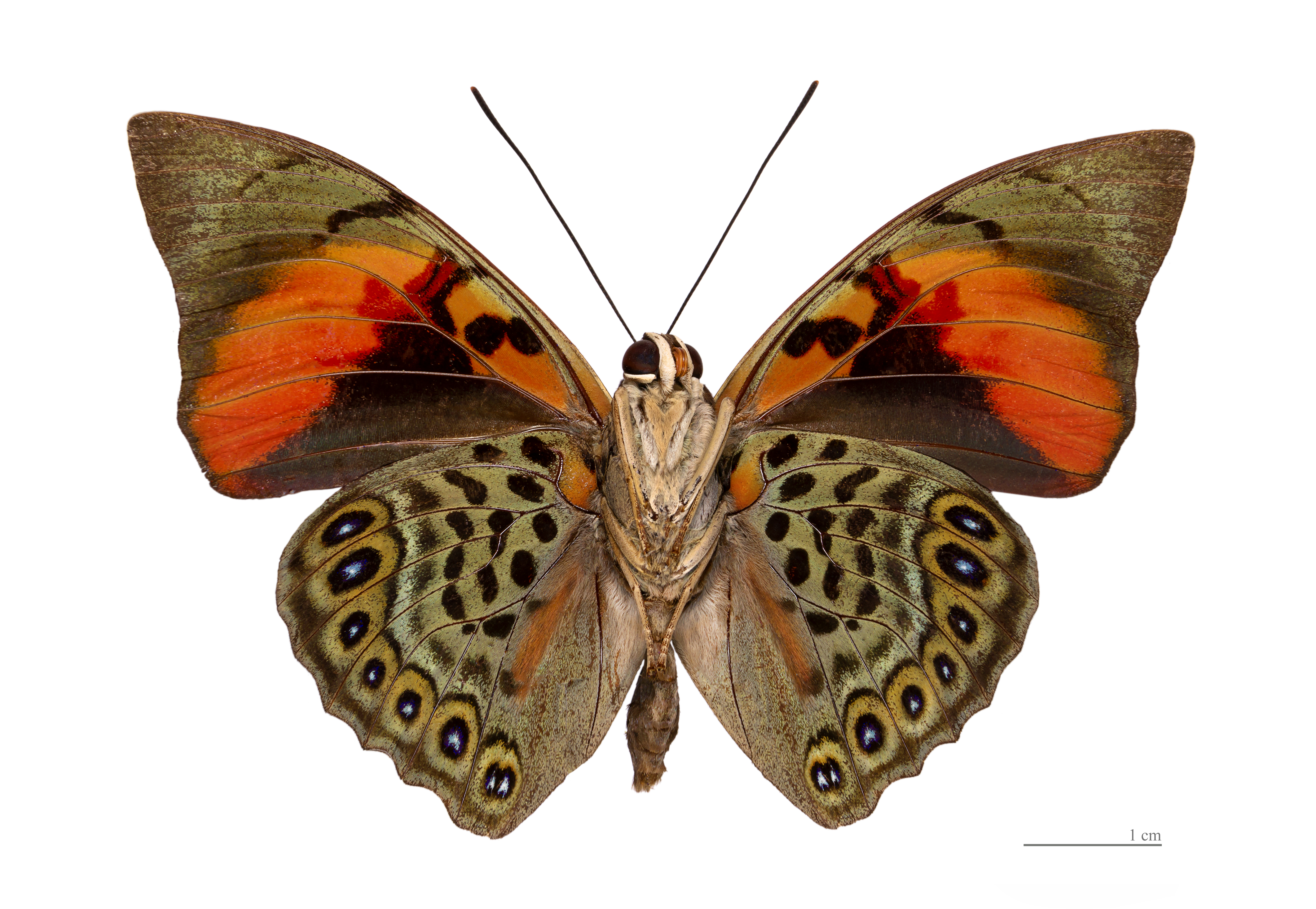
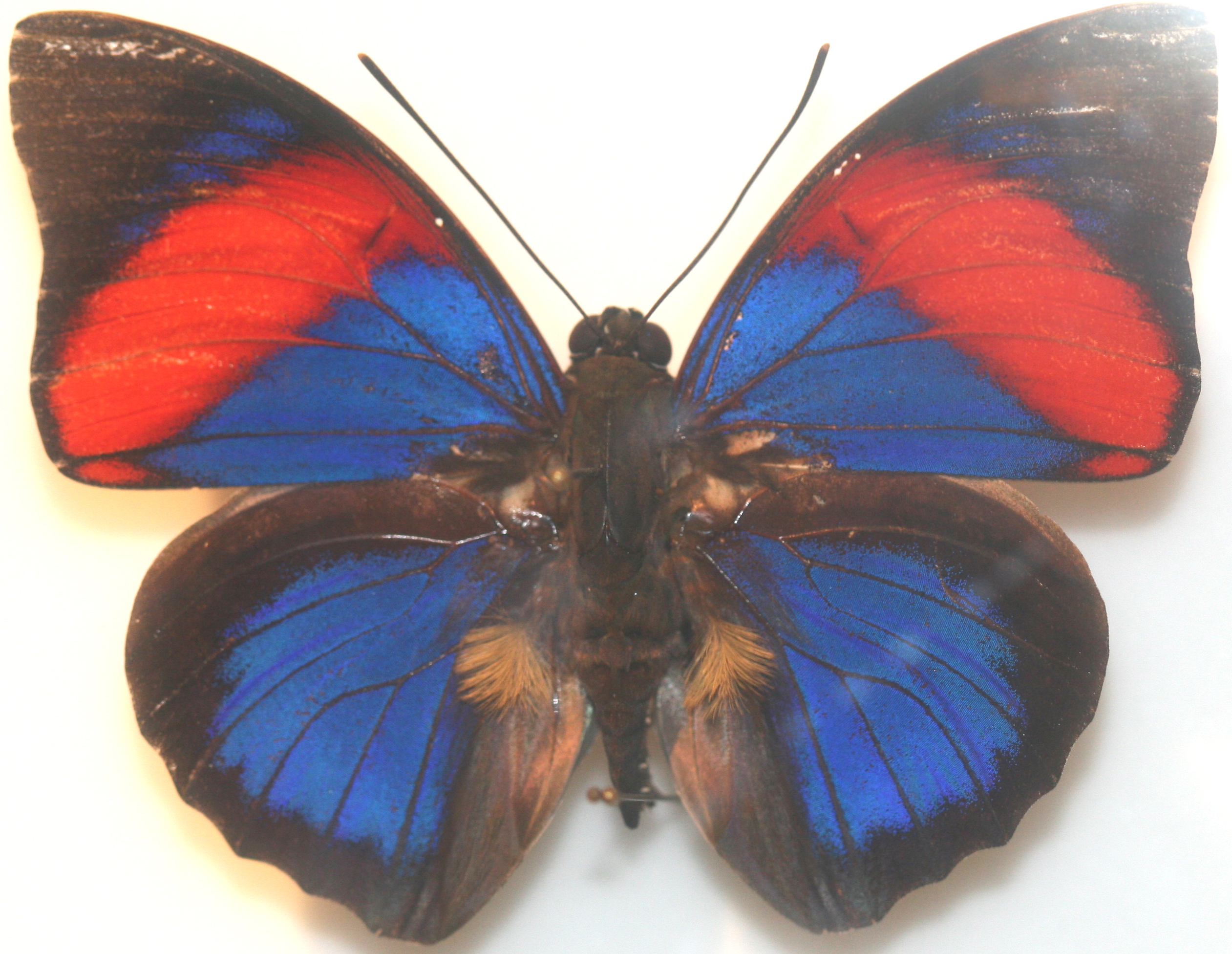